# Rinus Michels Award

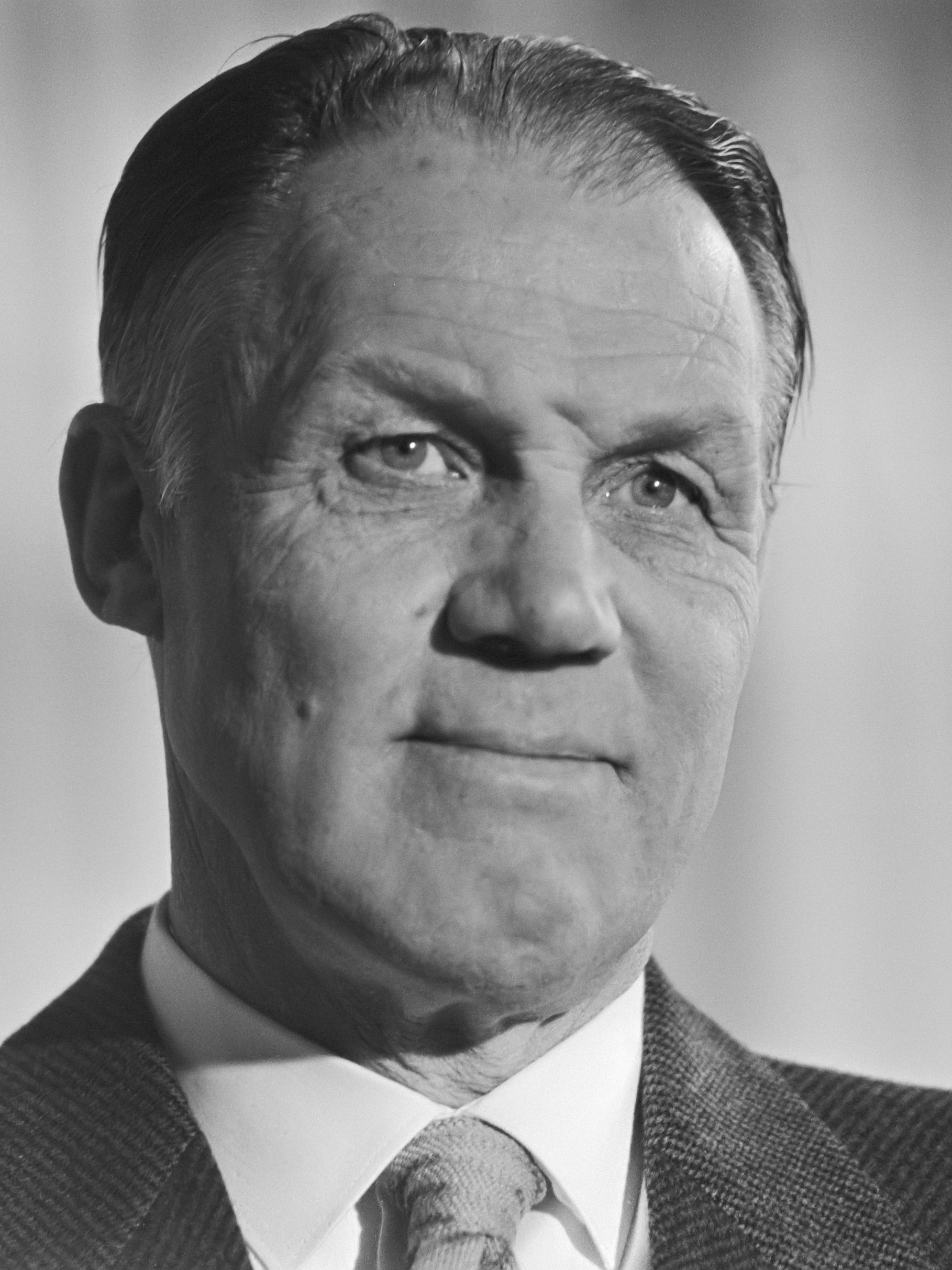
Rinus Michels (1984)

De Rinus Michels Award, genoemd naar voetballer en trainer Rinus Michels, zijn prijzen die jaarlijks op initiatief van het vakblad De Voetbaltrainer worden uitgereikt. Het initiatief voor de prijs wordt door beide trainersbonden van Nederland, namelijk de CBV en de VVON, ondersteund.
Naar aanleiding van nominaties uit het land selecteren KNVB en CBV de genomineerden, de aanwezigen van het nationale trainerscongres kiezen de uiteindelijke winnaars.

## Categorieën
- Coach van het jaar van de Eredivisie
- Coach van het jaar van de Eerste divisie
- Coach van het jaar van het Nederlands amateurvoetbal
- Jeugdopleidingen van het jaar van het Nederlands profvoetbal
- Jeugdopleidingen van het jaar van het Nederlands amateurvoetbal
- Oeuvreprijs

## Winnaars[1]

### Coach van het Jaar
|         | Eredivisie         | Eredivisie      | Eerste Divisie   | Eerste Divisie  | Amateurvoetbal      | Amateurvoetbal  |
| Seizoen | Coach              | Club            | Coach            | Club            | Coach               | Club            |
| ------- | ------------------ | --------------- | ---------------- | --------------- | ------------------- | --------------- |
| 2003/04 | Co Adriaanse       | AZ              | Niet uitgereikt  | Niet uitgereikt | Gert Aandewiel      | Quick Boys      |
| 2004/05 | Guus Hiddink       | PSV             | Niet uitgereikt  | Niet uitgereikt | Jan Zoutman         | Argon           |
| 2005/06 | Guus Hiddink       | PSV             | Niet uitgereikt  | Niet uitgereikt | Jack van den Berg   | ASWH            |
| 2006/07 | Louis van Gaal     | AZ              | Niet uitgereikt  | Niet uitgereikt | Michel Jansen       | HHC Hardenberg  |
| 2007/08 | Fred Rutten        | FC Twente       | Niet uitgereikt  | Niet uitgereikt | Hans van Arum       | Sparta Nijkerk  |
| 2008/09 | Louis van Gaal     | AZ              | Niet uitgereikt  | Niet uitgereikt | Henk de Jong        | Harkemase Boys  |
| 2009/10 | Steve McClaren     | FC Twente       | Niet uitgereikt  | Niet uitgereikt | Dennis Demmers      | Excelsior '31   |
| 2010/11 | Michel Preud'homme | FC Twente       | Niet uitgereikt  | Niet uitgereikt | Peter Wesselink     | SVZW Wierden    |
| 2011/12 | Ronald Koeman      | Feyenoord       | Niet uitgereikt  | Niet uitgereikt | Eric Meijers        | Achilles '29    |
| 2012/13 | Frank de Boer      | AFC Ajax        | Niet uitgereikt  | Niet uitgereikt | Marcel Groninger    | Be Quick 1887   |
| 2013/14 | Frank de Boer      | AFC Ajax        | Niet uitgereikt  | Niet uitgereikt | Simon Ouaali        | Sparta Nijkerk  |
| 2014/15 | Phillip Cocu       | PSV             | Niet uitgereikt  | Niet uitgereikt | Adrie Poldervaart   | Zwaluwen        |
| 2015/16 | Erik ten Hag       | FC Utrecht      | Niet uitgereikt  | Niet uitgereikt | Wilfred van Leeuwen | VVSB            |
| 2016/17 | Peter Bosz         | AFC Ajax        | Maurice Steijn   | VVV-Venlo       | Jan van Raalte      | Genemuiden      |
| 2017/18 | Phillip Cocu       | PSV             | Michael Reiziger | Jong Ajax       | Paul van der Zwaan  | Quick           |
| 2018/19 | Erik ten Hag       | AFC Ajax        | Marino Pusic     | FC Twente       | Laurens Knippenborg | RKZVC           |
| 2019/20 | Niet uitgereikt    | Niet uitgereikt | Niet uitgereikt  | Niet uitgereikt | Niet uitgereikt     | Niet uitgereikt |
| 2020/21 | Erik ten Hag       | AFC Ajax        | Henk de Jong     | SC Cambuur      | Niet uitgereikt     | Niet uitgereikt |
| 2021/22 | Arne Slot          | Feyenoord       | Dick Lukkien     | FC Emmen        | Niet uitgereikt     | Niet uitgereikt |
| 2022/23 | Arne Slot          | Feyenoord       | Dick Schreuder   | PEC Zwolle      | Niet uitgereikt     | Niet uitgereikt |
| 2023/24 | Peter Bosz         | PSV             | Dick Lukkien     | FC Groningen    | Niet uitgereikt     | Niet uitgereikt |
| 2024/25 | Peter Bosz         | PSV             | Rick Kruys       | FC Volendam     | Niet uitgereikt     | Niet uitgereikt |

| Eredivisie Coach van het Jaar titels per persoon | Eredivisie Coach van het Jaar titels per persoon | Eredivisie Coach van het Jaar titels per persoon |
| Club                                             | Aantal                                           |                                                  |
| ------------------------------------------------ | ------------------------------------------------ | ------------------------------------------------ |
| Erik ten Hag                                     | 3                                                |                                                  |
| Peter Bosz                                       | 3                                                |                                                  |
| Guus Hiddink                                     | 2                                                |                                                  |
| Louis van Gaal                                   | 2                                                |                                                  |
| Frank de Boer                                    | 2                                                |                                                  |
| Phillip Cocu                                     | 2                                                |                                                  |
| Arne Slot                                        | 2                                                |                                                  |
| Co Adriaanse                                     | 1                                                |                                                  |
| Fred Rutten                                      | 1                                                |                                                  |
| Steve McClaren                                   | 1                                                |                                                  |
| Michel Preud'homme                               | 1                                                |                                                  |
| Ronald Koeman                                    | 1                                                |                                                  |

| Eerste Divisie Coach van het Jaar titels per persoon | Eerste Divisie Coach van het Jaar titels per persoon | Eerste Divisie Coach van het Jaar titels per persoon |
| Club                                                 | Aantal                                               |                                                      |
| ---------------------------------------------------- | ---------------------------------------------------- | ---------------------------------------------------- |
| Dick Lukkien                                         | 2                                                    |                                                      |
| Maurice Steijn                                       | 1                                                    |                                                      |
| Michael Reiziger                                     | 1                                                    |                                                      |
| Marino Pusic                                         | 1                                                    |                                                      |
| Henk de Jong                                         | 1                                                    |                                                      |
| Dick Schreuder                                       | 1                                                    |                                                      |
| Rick Kruys                                           | 1                                                    |                                                      |

### Jeugdopleiding van het Jaar
|         | Betaald Voetbal  | Amateurvoetbal      |
| Seizoen | Club             | Club                |
| ------- | ---------------- | ------------------- |
| 2003/04 | AFC Ajax         | Rohda Raalte        |
| 2004/05 | AFC Ajax         | Alphense Boys       |
| 2005/06 | AFC Ajax         | AFC                 |
| 2006/07 | PSV              | Quick '20           |
| 2007/08 | FC Twente        | Olde Veste '54      |
| 2008/09 | Sparta Rotterdam | Jekerdal            |
| 2009/10 | Feyenoord        | Flevo Boys          |
| 2010/11 | Feyenoord        | Ouderkerk           |
| 2011/12 | Feyenoord        | HHC Hardenberg      |
| 2012/13 | Feyenoord        | De Meern            |
| 2013/14 | Feyenoord        | Koninklijke HFC     |
| 2014/15 | AZ               | DVS '33             |
| 2015/16 | AZ               | Be Quick 1887       |
| 2016/17 | AFC Ajax         | Excelsior Maassluis |
| 2017/18 | AFC Ajax         | RKVV Westlandia     |
| 2018/19 | AFC Ajax         | DVS '33             |
| 2019/20 | Niet uitgereikt  | Niet uitgereikt     |
| 2020/21 | AFC Ajax         | Niet uitgereikt     |

| Betaald voetbal Jeugdopleiding van het Jaar titels per club | Betaald voetbal Jeugdopleiding van het Jaar titels per club | Betaald voetbal Jeugdopleiding van het Jaar titels per club |
| Club                                                        | Aantal                                                      |                                                             |
| ----------------------------------------------------------- | ----------------------------------------------------------- | ----------------------------------------------------------- |
| AFC Ajax                                                    | 7                                                           |                                                             |
| Feyenoord                                                   | 5                                                           |                                                             |
| AZ                                                          | 2                                                           |                                                             |
| PSV                                                         | 1                                                           |                                                             |
| FC Twente                                                   | 1                                                           |                                                             |
| Sparta Rotterdam                                            | 1                                                           |                                                             |

### Oeuvreprijs
| Seizoen | Coach            |
| ------- | ---------------- |
| 2003/04 | Kees Rijvers     |
| 2004/05 | Piet de Visser   |
| 2007/08 | Wiel Coerver     |
| 2008/09 | Foppe de Haan    |
| 2009/10 | Leo Beenhakker   |
| 2012/13 | Louis van Gaal   |
| 2014/15 | Guus Hiddink     |
| 2015/16 | Johan Cruijff    |
| 2016/17 | Co Adriaanse     |
| 2020/21 | Dick Advocaat    |
| 2021/22 | Bert van Marwijk |
| 2023/24 | Vera Pauw        |

## Coach van het jaar van het Nederlands profvoetbal

### 2003/04
Het eerste jaar van de uitreiking wint Co Adriaanse de titel beste trainer-coach vanwege zijn werkzaamheden bij AZ.

### 2004/05
Guus Hiddink, die met PSV kampioen werd, de beker won en tot de halve finales van de Champions League kwam werd trainer-coach van het jaar. Hij versloeg hiermee de andere twee genomineerden, Co Adriaanse, winnaar van vorig jaar en coach van AZ, en Peter Bosz die met Heracles kampioen werd in de eerste divisie. Hiddink wordt tevens gekozen tot Coach van het jaar 2005 van alle sportcoaches.

### 2005/06
Wederom wint Guus Hiddink de prijs van beste trainer-coach van Nederland. Ron Jans (FC Groningen), Erwin Koeman (Feyenoord) en Louis van Gaal (AZ) waren de andere genomineerden.

### 2006/07
Louis van Gaal van AZ won in het seizoen 2006/2007 de titel van coach van het jaar. Hij versloeg daarmee de andere genomineerde Ronald Koeman (PSV) en Henk ten Cate (Ajax) die gedrieën voor een spannend competitieslot hadden gezorgd in het seizoen. Ook Fred Rutten (FC Twente) was genomineerd.

### 2007/08
Fred Rutten won de prijs vanwege zijn prestaties met FC Twente. Hij zorgde dat FC Twente, via de play-offs, op de tweede plaats eindigde en zo een voorronde Champions League-ticket verdiende. De andere genomineerden waren Ernie Brandts die NAC Breda naar de derde plaats in de reguliere competitie leidde, Gertjan Verbeek (van sc Heerenveen) en Stanley Menzo die met FC Volendam kampioen werd van de eerste divisie. Rutten ontving de prijs uit handen van Sef Vergoossen, die PSV na de winterstop naar het landskampioenschap had geleid.

### 2008/09
Louis van Gaal won zijn tweede award in drie jaar tijd met zijn prestaties met AZ. Hij werd met zijn ploeg kampioen van Nederland en verdiende rechtstreekse plaatsing voor de Champions League. In de stemming bleef hij Mario Been (NEC) en Steve McClaren (FC Twente) ruim voor.
Louis van Gaal vertrok aan het einde van seizoen bij AZ, hij vertrok naar Duitsland

### 2009/10
Steve McClaren, trainer van kampioen FC Twente, werd in 2010 verkozen tot coach van het jaar. De andere genomineerden waren Mario Been (Feyenoord), Martin Jol (Ajax) en Darije Kalezić (De Graafschap).

### 2010/11
Michel Preud'homme, trainer van bekerwinnaar en winnaar van de Johan Cruijff Schaal FC Twente, werd in 2011 verkozen tot coach van het jaar. De andere genomineerden waren John van den Brom (ADO Den Haag), Harm van Veldhoven (Roda JC Kerkrade), Fred Rutten (PSV) en René Trost (MVV Maastricht).

### 2011/12
Ronald Koeman, trainer van Feyenoord. Onder Ronald Koeman werd Feyenoord tweede in de Eredivisie. De andere genomineerden waren Frank de Boer (Ajax), Peter Bosz (Heracles), Art Langeler (FC Zwolle) en Gertjan Verbeek (AZ).

### 2012/13
Frank de Boer, trainer van Ajax. Hij werd in 2,5 jaar tijd drie keer kampioen met Ajax. De andere genomineerden waren Ronald Koeman (Feyenoord), Fred Rutten (Vitesse), Art Langeler (PEC Zwolle) en Jan Wouters (FC Utrecht).

### 2013/14
Frank de Boer werd voor de vierde keer op rij kampioen met Ajax. De andere genomineerden waren Ronald Koeman (Feyenoord), Peter Bosz (Vitesse), Ron Jans (PEC Zwolle) en Harry van den Ham (FC Dordrecht).

### 2014/15
Phillip Cocu won dit jaar de prijs, hij werd kampioen met PSV. De andere genomineerden waren Fred Rutten (Feyenoord), Peter Bosz (Vitesse), Ron Jans (PEC Zwolle) en Jan Vreman (De Graafschap).

### 2015/16
Erik ten Hag won dit jaar de prijs. De andere genomineerden waren Frank de Boer (Ajax), Phillip Cocu (PSV), Ron Jans (PEC Zwolle) en Jan Vreman (De Graafschap).

### 2016/17
Peter Bosz won in zijn eerste seizoen als hoofdtrainer van Ajax de Rinus Michels Award voor Eredivisietrainers. Andere genomineerden waren Giovanni van Bronckhorst (Feyenoord), Erik ten Hag (FC Utrecht), Henk Fraser (Vitesse) en Mitchell van der Gaag (Excelsior).

### 2017/18
Phillip Cocu werd in 2017/18 voor de tweede keer verkozen tot coach van het jaar, nadat dat ook in 2014/15 gebeurde. Hij bleef deze keer John van den Brom (AZ) en Giovanni van Bronckhorst (Feyenoord) voor. Cocu was de vierde coach die de Rinus Michels Award voor de tweede keer won, na achtereenvolgens Guus Hiddink, Louis van Gaal en Frank de Boer.